# Italiani di Chicago
L'area metropolitana di Chicago ha una considerevole popolazione italoamericana, la cui presenza ha avuto inizio con l'origine stessa della città. Secondo statistiche del 2000, circa 500.000 residenti dell'area urbana si identificavano come persone di origine italiana.

## Storia
Il primo italiano a stabilirsi in quella che sarebbe diventata la città di Chicago fu Enrico (Henri) Tonti, originario di Gaeta. Tonti prestava servizio militare per i francesi e nell'autunno del 1680 faceva parte della spedizione di La Salle ed era 2° al comando della compagnia. Lui e padre Membré, avendo raggiunto il fiume Illinois con La Salle attraverso il porto di Kankakee, passarono attraverso il porto di Chicago dalla valle dell'Illinois per andare a Green Bay. Il 7 gennaio 1682 Tonti incontrò La Salle a Chicago, e insieme a un gruppo di 21 francesi e 30 nativi americani nel loro viaggio verso il Mississippi, la cui foce raggiunsero il 9 aprile 1682.  Nel 1697, Henri Tonti, Michel Accault e François de la Forêt ricevettero dal governatore Frontenac il permesso di stabilire una stazione commerciale fortificata a Chicagou gestita da Pierre de Liette, cugino di Tonti, in collaborazione con François Daupin de la Forêt, Michel Accault e Tonti stesso, che si trovava probabilmente situata vicino all'odierna Tribune Tower e che rimase in funzione fino al 1705.
Nel 1850, la città fu interessata dall'immigrazione italiana, proveniente soprattutto dall'area di Genova e dalla Liguria. Gli immigrati lavoravano principalmente come commercianti, ristoratori e fruttivendoli. Gli italiani originari di Lucca erano invece per lo più impiegati nell'industria del gesso.
Una seconda ondata di immigrazione, questa volta dalle aree rurali dell'Italia meridionale e centrale, arrivò tra il 1880 e il 1914, consistente principalmente in giovani uomini analfabeti e a basso reddito. Secondo rilevazioni del 2014, la maggior parte degli italoamericani a Chicago discende da questa ondata migratoria. Nel 1920, Chicago aveva la terza popolazione italiana degli Stati Uniti, superata solo da New York e Filadelfia.

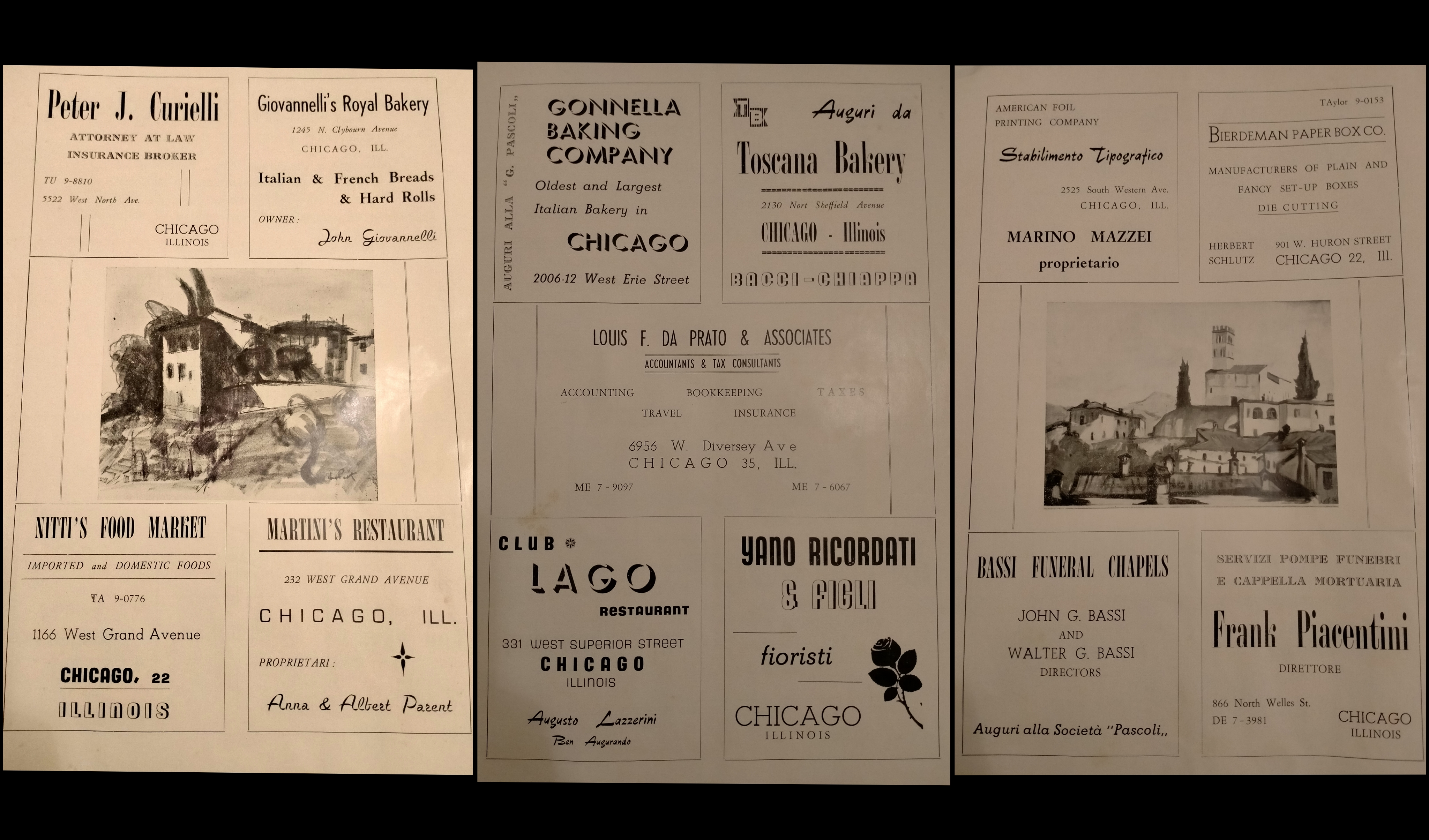
Pubblicità di attività commerciali di italiani di Chicago, 1962

Una terza ondata migratoria ebbe luogo nel Dopoguerra, più istruita e incline all'imprenditorialità delle precedenti. Dominic Candeloro, in Italians in Chicago, 1945-2005, afferma che tra il 1945 e il 2005, 25.000 italiani arrivarono a Chicago. Le aree dove gli italiani si stabilirono maggiormente sono Addison, Berwyn, Elmwood Park, Melrose Park, Norridge e Westchester.
 Attualmente la popolazione italiana di Elmwood Park e Melrose Park è in calo, mentre è in aumento quella ispanica.
Nel 1970 c'erano 202.373 immigrati italiani e figli di immigrati italiani che vivevano nell'area di Chicago, pari a circa il 3% della popolazione totale.
Negli ultimi decenni, molte Little Italy di Chicago sono scomparse, talvolta demolite per far posto a nuove costruzioni, come ad esempio l'Università dell'Illinois a Chicago e molti residenti di origine italiana si sono trasferiti nei sobborghi a ovest di Chicago.
Nel 1970, la maggioranza degli italiani etnici nell'area di Chicago viveva in aree suburbane come Berwyn, Cicero e Oak Park.

## Geografia
La prima comunità italoamericana a Chicago era situata vicino a quello che oggi è il Merchandise Mart nel Near North Side e aveva residenti da Genova e Lucca . Un'area conosciuta come "Little Hell" e "Little Sicily" nel Near North Side aveva, nel 1920, 20.000 italoamericani e immigrati italiani.
Nel 1980, 20.000 dei 138.000 italiani etnici nella città di Chicago vivevano nelle aree di Belmont-Cragin, Dunning e Montclare.
Nell'area all'incrocio tra la 24th Street e Oakley Avenue, a sud-ovest del Chicago Loop, era presente la comunità di immigrati provenienti dalla Toscana, specialmente dai comuni di Bagni di Lucca, Montecatini Terme e Ponte Buggianese. Secondo Candeloro questa zona era "forse la Little Italy meglio conservata" a Chicago nell'anno 1990.
Nell'area vicino alla stazione di Polk Street all'estremità meridionale del Chicago Loop si trovava una comunità originaria di Ricigliano e Salerno. La comunità intorno alla Chiesa di Santa Maria Addolorata nel vicino nord-ovest proveniva soprattutto da Bari e dalla Sicilia. Nel quartiere di Taylor Street nel Near West Side la comunità italoamericana era di origine mista, con persone originarie da Abruzzo, Bari, Basilicata, Calabria, Lucca, Marche, Messina, Napoli, Palermo e Salerno.
Nell'area di Grand Crossing risiedevano migranti calabresi e nell'area all'incrocio tra 69th Street ed Hermitage quelli provenienti da Salerno. A Roseland viveva una comunità italiana originaria dal Piemonte, mentre a Pullman si trovava quella dell'Altopiano di Asiago (Veneto), costituita soprattutto da muratori.
Molti italiani, insieme ai tedeschi, vivevano nell'area a nord del fiume Chicago a Lincoln Park. Nel 1936 una statua di Giuseppe Garibaldi fu inaugurata in questo quartiere, davanti a una folla di 5.000 italoamericani.
Nel 1920, il 50% di Chicago Heights era di etnia italiana. La maggior parte degli italiani di Chicago Heights proveniva da Amaseno (Lazio), Caccamo (Sicilia), Castel di Sangro e San Benedetto del Tronto (Marche). Anche a Blue Island si trovava una comunità italiana, originaria di Ripacandida (Basilicata) ed impiegata principalmente nelle ferrovie.

## Istituzioni
A Chicago esistono circa 150 organizzazioni italiane. I club storici degli italiani sono la Società Amasenese, il Maroons Soccer Club e la Società Mazzini-Verdi.
Nel 1907 fu aperta la Camera di Commercio Italo-Americana, un'organizzazione che promuoveva il commercio USA-Italia.
Nel 1945 fu istituito l'Italian Welfare Council, che fornisce servizi ricreativi, educativi e sociali. Nel 1952 fu sostituito dal Comitato Civico Italoamericano, un'organizzazione ombrello che sponsorizza anche la parata annuale del Columbus Day.

## Media
A partire dal 1960 viene pubblicato il quotidiano Fra Noi. Fino agli anni '60 erano disponibili programmi televisivi e radiofonici locali in lingua italiana

## Politica
Diversi italoamericani sono stati assessori, sindaci suburbani, giudici di contea e legislatori nel governo dell'Illinois. Politici di origine italiana sono stati eletti a Blue Island, Chicago Heights, Elmwood Park, Evergreen Park, Highwood e Melrose Park.
Dominic Candeloro tuttavia ha affermato che, nella città di Chicago, solo pochi italoamericani hanno ricoperto cariche importanti perché "Il numero degli italiani nelle unità elettorali più grandi non è mai stato abbastanza grande da permettergli di sfidare con successo altri gruppi etnici e la loro immagine mafiosa [dovuta soprattutto ad Al Capone] ha reso difficile la loro elezione nei distretti più grandi” e che “Non c'è mai stato nemmeno un candidato italiano seriamente candidato a sindaco di Chicago”.
Jerome Cosentino è stato eletto tesoriere dello stato dell'Illinois, diventando il primo italiano a ricoprire una carica in tutto lo stato dell'Illinois.
Ralph C. Capparelli è stato membro della Camera dei rappresentanti dell'Illinois e ha servito per 33 anni (13º e 16º distretto) dal 1971 al 2004.
Nel 1996 Al Salvi si candidò per uno dei seggi dell'Illinois al Senato degli Stati Uniti, ma perse.

## Religione
La comunità italiana era ed è tuttora in gran parte cattolica.
La Chiesa dell'Assunta fu aperta nel primo quartiere italiano nel 1881 e fu la prima chiesa cattolica italiana a Chicago. La chiesa di Santa Maria Incoronata serviva gli italiani che vivevano in quella che oggi è diventata Chinatown. Negli anni '80, la chiesa divenne una missione della Chiesa di Santa Teresa per servire i cinesi perdendo, secondo Domenico Candeloro la sua funzione di "centro di aggregazione" della comunità italiana. Le istituzioni religiose nel West Side di Chicago al servizio degli italiani includevano un ospedale fondato da Madre Cabrini e le chiese di Nostra Signora di Pompei e del Santo Angelo Custode.
La comunità alla 69 Strada e all'Ermitage frequentava la Chiesa di Santa Maria del San Carmelo. Gli italiani di Pullman e Roseland invece la Chiesa di Sant'Antonio da Padova. La chiesa locale a Chicago Heights era San Rocco, aperta nel 1906 e chiusa dall'arcivescovo di Chicago, il cardinale Joseph Bernardin, nel 1990. La comunità italiana di Blue Island era servita dalla chiesa di San Donato.
I Missionari di San Carlo Borromeo (Padri Scalabrini) avevano diverse istituzioni nella periferia occidentale. L'ordine gestiva istituzioni per scopi culturali e religiosi come il Centro Italiano di Cultura a Casa Italia, situato a Stone Park, il Seminario del Sacro Cuore a Melrose Park, e il Centro di Infermieristica e Riabilitazione Villa Scalabrini (ex Villa Scalabrini Casa per Anziani), situato a Northlake .

## Cultura
- Paper Fish, romanzo di Tina De Rosa, è ambientato a Little Italy, la comunità italiana del Near West Side di Chicago[8].

## Residenti famosi
- Theresa Amato
- Joseph Bernardin
- Nicholas Bua
- Francesca Saverio Cabrini
- Al Capone
- Harry Caray
- Dino D'Angelo
- Aldo DeAngelis
- Tina De Rosa, autrice di Pesce di carta[12]
- Dominick DeMatteo (fondatore della catena di supermercati Dominick's)
- Dennis Farina
- Enrico Fermi
- Fred Gardaphé
- Neil Giuntoli
- Joe Mantegna
- Antonio Pasin
- Allison Rosati
- Anthony Scariano
- Antonio Tortoriello
- Ron Turano